# فهرست شخصیت‌های اساسینز کرید
فهرست شخصیت‌های اساسینز کرید، مجموعه‌ای از مقاله‌هایی پیرامون معرفی شخصیت‌های بازی رایانه‌ای اساسینز کرید است.  

## سه گانه لیلا حسن هلیکس
- بایک از سیوه - اساسینز کرید ریشه ها
- الکسیوس و کاساندرا - اساسینز کرید ادیسه
- ایوور - اساسینز کرید والهالا

## اساسین

### دوران مدرن

#### دزموند مایلز

دسموند مایلز

دسموند مایلز (به انگلیسی: Desmond Miles) شخصیت اصلی این بازی است. او از نسل چهار حشاشین مهم الطایر این لا احد، اتزیو آئودیتوره، کانر کن‌وی و ادوارد کن وی است. او پیش‌تر به عنوان یک مهمان‌دار ساده بود. گرچه به صورت مخفی توسط شوالیه‌های معبد  رشد نمود، اما از یک خانواده حشاشین بود.

#### شان هاستینگ
شان هاستینگ (به انگلیسی: Shaun Hastings) (صداگذار: دنی ولیس) یکی از اعضای گروه حشاشین‌های مدرن است. او دارای شخصیتی بدبین، نکته‌سنج اما مهربان است. او یک متخصص در علوم اطلاعاتی، ارتباطی و تاریخ شناسی است و به عنوان عضو تحلیل‌گر گروه شناخته می‌شود. شان در بازی‌های کیش یک آدم‌کش ۲، کیش یک آدم‌کش: برادری و کیش یک آدم‌کش ۳ و قسمتی کوچک در کیش یک آدم‌کش ۴: پرچم سیاه حضور داشته و از شخصیت‌های محوری این سری محسوب می‌گردد.

#### ربکا کرین
ربکا کرین (به انگلیسی: Rebecca Crane) (صداگذار: الیزا اشنایدر) یکی دیگر از اعضای گروه حشاشین‌های مدرن است. او مخترع نسخه ۲٫۰ آنیموس و به عنوان پشتیبان فنی این گروه و یک هکر در کنار شان هاستینگ است. او در بازی‌های کیش یک آدم‌کش ۲، کیش یک آدم‌کش: برادری و کیش یک آدم‌کش ۳ و قسمتی کوچک در کیش یک آدم‌کش ۴: پرچم سیاه حضور داشته و از شخصیت‌های محوری این سری محسوب می‌گردد.

#### نمونه ۱۶
کلای کژمارک (به انگلیسی: Clay Kaczmarek) (صدا گذار: کم کلارک در کیش یک آدم‌کش ۲ و کیش یک آدم‌کش: برادری و گراهام کاتبرتسون در کیش یک آدم‌کش: افشاگری‌ها) شخصیتی در سری بازی‌های کیش یک آدم‌کش است که با عنوان نمونه ۱۶ شناخته می‌شود. کژمارک پیش از دسموند به عنوان یکی از نمونه‌های مورد استفاده شرکت آبسترگو قرار گرفته‌است. کژمارک نیز همانند دسموند از نسل الطایر ابن لا احد بوده و علائمی که توسط دسموند در پایان بازی نخست دیده می‌شود، سرنخ‌های به جا گذاشته شده از کژمارک است. کژمارک با کمکی از جانب لوسی استیل‌من امکان فرار از شرکت آبسترگو را یافت، اما این فراری ناموفق بود. کژمارک پس از این رخداد دست به خودکشی زد که پس از مدتی گذراندن دوران کما، از بین رفت. او در ظاهر شبیه داریم ابن لا احد، فرزند الطایر است.

### دورانجنگ صلیبی سوم

#### الطائر ابن لا احد

الطائر ابن لا احد

الطائر ابن لا احد (به انگلیسی: Altaïr ibn La'Ahad) (صداگذار:فیلیپ شهباز در کیش یک آدم‌کش و کاس انور در کیش یک آدم‌کش: افشاگری‌ها) شخصیت اصلی روایتگر بخش تاریخی بازی کیش یک آدم‌کش و شخصیت مکمل در بازی کیش یک آدم‌کش: افشاگری‌ها است. او در ۱۱ ژانویه ۱۱۶۵ زاده شد و یک حشاشین سوریه‌ای محسوب می‌گردد. زندگی او در دوران جنگ صلیبی سوم قرار گرفته‌است. نام او به زبان عربی و الطائر ابن لا احد است. الطائر به معنی پرنده است و نه به معنای عقاب؛ النصر واژه عربی با معنی عقاب است. او نیای دسموند مایلز و اتزیو آئودیتوره می‌باشد.
در کیش یک آدم‌کش: تاریخچه الطائر، رویدادهای پیش آمده برای این شخصیت را، از پیش از نسخهٔ نخست بازی روایت می‌کند. سال ۱۱۹۰ میلادی است و جنگ‌های صلیبی سوم در حال ایجاد سرنوشتی جدید برای سرزمین مقدس است. صلیبیون و مسلمانان در حال تلاش و مبارزه برای به دست آوردن کنترل این سرزمین هستند. در این میان، الطائر که به عنوان عضوی از گروه حشاشین‌های آن دوره است، زیر نظر المعلم-رهبر این گروه- در تلاش برای کسب برتری در جبهه مسلمانان است. الطائر دارای شخصیتی خشک اما پرتلاش است و در جریان مأموریت‌های خود برای گروه حشاشین همانند یک رهبر برای هم‌پیمانانش عمل می‌کند. او در جریان بازی نخست این سری، مأموریت کشتن سردمداران اصلی جبههٔ صلیبیون را برعهده می‌گیرد؛ وظیفه‌ای که توسط رئیس او، المعلم تعیین شده‌است. او موفق در اجرای این مأموریت است اما آخرین هدف او، رابرت دی سیبل قبل از کشته شدن توسط الطایر حقایقی را مربوط به المعلم فاش می‌کند و نقش خیانت‌کار او را برای الطائر بازگو می‌کند. الطائر پس از فهم این موضوع که المعلم، خود یکی از تمپلارها است، به نزد او بازمی‌گردد. اما در مقر اصلی حشاشین‌ها، شهر مصیاف، همه مردم توسط المعلم کنترل شده‌اند. المعلم توسط شیٔ نورانی با نام سیب عدن مردم را در کنترل خود قرار داده است. الطائر برای نجات جان مردم و جلوگیری از گسترش قدرت المعلم، به نبرد با او رفته و سرانجام او را از پای درمی‌آورد.
الطائر با ماریا که قبل‌ها تمپلار بود ازدواج می‌کند و حاصل این ازدواج، دو پسر با نام‌های داریم و سیف است. او پس از مرگ المعلم به مدت کوتاهی رهبر گروه حشاشین‌ها می‌شود اما با خیانتی از جانب عباس صوفیان مواجه می‌شود و هنگامی که در سفر بود رهبری فرقه را از دست می‌دهد. در جریان خیانت عباس ماریا و سیف کشته می‌شوند. اما این پایان کار نبود و الطائر پس از مدت‌ها -که گروه حشاشین‌ها از عباس به عنوان رهبر رضایت نداشتند- به مصیاف بازمی‌گردد و با کمک گروه، عباس را کشته و به رهبری گروه دست می‌یابد. او در جریان حمله مغول به سرزمین‌های اسلامی، در سال ۱۲۵۷ میلادی، سیب عدن را در کتابخانه‌ای مخفی، واقع در زیرزمین قلعه مصیاف پنهان می‌کند؛ و خود نیز در همان مکان می‌میرد.
الطائر ابن لا احد به عنوان یکی از محبوب‌ترین شخصیت‌های خیالی، توسط رکوردهای جهانی گینس، به عنوان شخصیت ۳۰ محبوب‌ترین شخصیت‌ها قرار گرفته‌است. این شخصیت همچنین نامزد دریافت جایزه «Stars' Badasssss» سال ۲۰۰۷ توسط وبگاه آی‌جی‌ان شد. همچنین جیز شیدین، تفسیرگر وب‌گاه آی‌جی‌ان، از الطائر به عنوان یکی از جذاب‌ترین جنگجویان که همواره برای بازی کردن آن علاقه دارد نام برد و او را واقع‌بینانه‌تر و کارآمد تر از پرنس، شخصیت اصلی بازی شاهزاده پارسی دانست.

#### عباس صوفیان
عباس صوفیان (به انگلیسی: Abbas Sofian) (صداگذار: نولان نورث در کیش یک آدم‌کش و یرمن گور در کیش یک آدم‌کش: افشاگری‌ها) یکی دیگر از حشاشین‌های دوران جنگ‌های صلیبی است. او به عنوان یکی از رقیبان الطائر می‌باشد. عباس در ابتدا و تا دوره‌ای از کودکی رابطه‌ای خوب با الطائر داشت، اما افشای برخی حقایق توسط الطایر مربوط به پدر عباس باعث دشمنی عباس با او شد. پس از مرگ المعلم و هنگامی که الطایر به سفر رفته بود، او از این فرصت استفاده کرده و در نبود الطایر خود را رهبر فرقه نامید و همسر او، ماریا، را نیز کشت. اما پس از سال‌ها که گروه حشاشین‌ها از رهبری او ناراضی بودند، الطائر در سن ۸۵ سالگی با فرزندش به مصیاف بازگشت و با کمک همان گروه، عباس را کشت.

### دورانرنسانس

#### اتزیو آئودیتوره دا فیرنزه
اتزیو آئودیتوره دا فرینتزه (به انگلیسی: Ezio Auditore da Firenze) (صداگذار: راجر اسمیت) شخصیت محوری روایت‌کننده بخش تاریخی بازی‌های کیش یک آدم‌کش ۲، کیش یک آدم‌کش: برادری و کیش یک آدم‌کش: افشاگری‌ها است. او عضوی از حشاشین‌ها دوران رنسانس ایتالیا و رهبر این گروه در آن دوران بوده‌است.
او در ۲۴ ژوئن ۱۴۵۹ در شهر فلورانس زاده شد. او نیای دسموند مایلز و کلای کژمارک (نمونه ۱۶) است و خود نیز از نسل الطائر ابن لا احد است. میان مرگ الطائر و تولد اتزیو ۲۰۲ سال فاصله وجود دارد. او تا سن ۱۷ سالگی، غافل از گذشتهٔ پرحادثهٔ خود مشغول روزمرگی‌های زمان خود بود. پدرش، جیووانی آئودیتوره، یکی از معتبرترین افراد فلورانس آن زمان و یک بانکدار ثروتمند بود. جیووانی اما در اصل یکی از اعضای گروه حشاشین بود و اتزیو در سن ۱۷ سالگی این موضوع را می‌فهمد؛ زمانی‌ که پدرش طی یک خیانت از جانب یکی از هم‌پیمانان خود، به همراه دو پسرش اعدام می‌شود. اتزیو که خود شاهد این صحنه بود، برای گرفتن انتقام از بانیان این موضوع، گام در راه پدرش گذاشته و در قامت یک حشاشین، بانیان آن قتل را یکی پس از دیگری نابود می‌کند. او پس از ردگیری بانیان اعدام پدرش، به رودریگو بورجیا، کاردینال بانفوذ آن زمان و پاپ آینده کلیسای کاتولیک می‌رسد. رودریگو که یک تمپلار است به سیب عدن دست پیدا کرده، اتزیو راه دشواری را برای از میان برداشتن او در پیش دارد. اما اتزیو در نهایت او را شکست می‌دهد ولی از کشتن او صرف‌نظر می‌کند و سیب عدن را از دست او خارج می‌سازد. سپس اتزیو به همراه عمویش به مونتریجیونی می‌رود و در آنجا مورد حملهٔ ارتش چزاره بورجیا، فرزند رودریگو بورجیا، قرار می‌گیرد. طی این حمله شهر، به شدت تخریب و عموی اتزیو توسط چزاره کشته می‌شود. اتزیو به منظور نابود کردن چزاره بورجیا به رم رفته و در نهایت و با ایجاد یک شبکهٔ گسترده حشاشین‌ها در این شهر، او را شکست داده و سیب عدن را از او پس می‌گیرد. اتزیو به دنبال چزاره به اسپانیا رفته و سرانجام او را در آنجا می‌کشد.
او در کیش یک آدم‌کش: افشاگری‌ها به منظور پاسخ به پرسش‌های بی‌شمارش از گذشتهٔ پر رمز و راز خود، قدم به مصیاف، محل مرگ جدش الطائر، می‌گذارد. او در مصیاف برای باز نمودن کتابخانهٔ مخفی الطائر نیاز به کلیدهایی دارد که باید در قسطنطنیه به دنبال آن‌ها باشد، مکای که او با دوستان و افراد جدیدی آشنا شد. او پس از ماجراهای فراوان موفق به پیدا کردن کلیدها شده و به همراه صوفیا سارتور، که در قسطنطنیه با او آشنا شده بود، به مصیاف باز می‌گردد. اتزیو پس از ورود به این کتابخانه، اسکلت الطایر را درحالی که سیب عدن را از همگان پنهان نموده مواجه می‌شود و به احترام وی آن سیب را در همان‌جا باقی می‌گذارد. پس از آن، اتزیو لباس حشاشین را از تن خود خارج می‌کند و مأموریت طولانی خود را خاتمه می‌بخشد.
اتزیو پس از ازدواج با صوفیا سارتور، صاحب یک پسر و یک دختر می‌شود و سرانجام در سال ۱۵۲۴ و در سن ۶۵ سالگی بر اثر سکته قلبی در زادگاهش فلورانس می‌میرد.

#### یوسف تعظیم
یوسف تعظیم (به انگلیسی: Yusuf Tazim) (صداگذار: کریس پارسون) رهبر گروه حشاشین‌های ترک می‌باشد.او همچنین به اتزیو یک خنجر عقاب شکل (Hookblade) داد. که کاربرد زیادی در کارهای او(اتزیو) داشت.

### دوران استعمار

#### ارنو ویکتور دورایان
یکی از اساسین‌های دوره انقلاب فرانسه که نقش تأثیرگذاری در این انقلاب داشت. پدر او در کاخ ور سایس فرانسه توسط شی پاتریک کورماک به قتل رسید. پس از آن، فرنسوا دلا سر (یکی از رهبران تمپلارها) سرپرستی او را به عهده گرفت.13 سال بعد در کاخ ورسایس فرانسه، فرانسوا به قتل می‌رسد و قاتلین، مرگ فرانسوا را به گردن ارنو می‌اندازند. او را در زندان باستیل فرانسه زندانی می‌کنند. در زندان با اساسین پیری به نام بلیک آشنا می‌شود که توسط او مهارت شمشیر بازی ارنو ارتقا می‌یابد. در جرقه‌های اولیه انقلاب مردم به زندان باستیل حمله می‌کنند و در آن حمله ارنو و بلیک از آنجا فرار می‌کنند. پس از چند روز ارنو مخفیگاه اساسین‌ها را پیدا می‌کند و به آن‌ها می‌پیوندد.

#### کانر کنوی
کانر کنوی (به انگلیسی: Connor Kenway) (صداگذار: نواه وتس) شخصیت اصلی روایتگر بخش تاریخی بازی کیش یک آدم‌کش ۳ است. او از نسل الطائر ابن لا احد و اتزیو آئودیتوره بوده و نیای دسموند مایلز و نمونه ۱۶ می‌باشد. او از پدری انگلیسی و مادری بومی آمریکایی در قبیله موهاک متولد شد. در کودکی‌اش ارتش تمپلار به قبیله او موهاک حمله کرد و آتش‌سوزی بزرگی در قبیله ایجاد شد که باعث مرگ مادر او شد. دوران نوجوانی و جوانی خود را در قبیله‌اش گذراند. سپس در سن هجده سالگی نزد آکیلیز اساسین پیری رفت تا او را تبدیل به یک قاتل کند. هدف او انتقام گرفتن از پدرش بود و تبدیل به قویترین قاتل شد.

#### ادوارد کنوی
ادوارد جیمز کنوی (به انگلیسی: Edward James Kenway) (صداگذار: مت رایان) (۱۶۹۳–۱۷۳۵) شخصیت اصلی روایتگر بخش تاریخی بازی اساسینز کرید اساسینز کرید 4:پرچم سیاه است.او تصمیم میگیرد برای برطرف کردن نیاز های همسرش مزدور دریایی شود...و در این اتفاقات او به طور تصادفی به یک دزد دریایی تبدیل میشود و به دنبال ماجراجویی میرود و در این راه شخصیت های بسیاری به دست او میمیرند.در آخر ادوارد به حشاشین میپیوندد.ادوارد کنوی پدر هیثم کنوی (شخصیت بازی اساسینز کرید 3) و پدر بزرگه کانر کنوی (شخصیت دوم اساسینز کرید 3) است.ادوارد خودش به‌جای اساسینی که کشته بود گذاشته بود و به هاوانا رفت و با تمپلار های ارشد ملاقات کرد و پولی به جیب زد در ادامه او عضو گروه اساسین ها شد و تمپلار اعظم را در مرحله آخر کشت.

## تمپلارها

### دوران مدرن

#### دکتر ورن ویدیچ
دکتر ورن ویدیچ (به انگلیسی: Dr. Warren Vidic) (صداگذار: فیلیپ پراکتر) یک تمپلار و مدیر پروژه آنیموس است. ویدیچ در استخدام شرکت آبسترگو بوده و شخصاً بر نمونه‌های مورد آزمایش خود در پروژه انیموس نظارت دارد. او به عنوان یک تمپلار در تلاش برای یافتن موقعیت اصلی سیب‌های عدن است.

#### آلن ریکین
آلن ریکین (به انگلیسی: Alan Rikkin) مدیرعامل شرکت آبسترگو است. او در چند ای-میل از تکه‌هایی مخفی‌شده از باغ عدن صحبت می‌کند و بر این باور است که چیزی بیش از یک تئوری افسانه‌ای مانند جام مقدس هستند.

### دوران جنگ‌های صلیبی سوم

#### رابرت دی سیبل
رابرت دی سیبل (به انگلیسی: Robert de Sablé) نهمین هدف از اهداف ۹ گانه الطائر ابن لا احد بود. او به عنوان رئیس بزرگ تمپلارها در جریان جنگ‌های صلیبی سوم حضور داشت و زیر نظر مستقیم ریچارد شیر دل قرار داشت. او به عنوان یکی از هماوردان اصلی بازی کیش یک آدم‌کش محسوب می‌شود.

#### المعلم
المعلم (به انگلیسی: Al Mualim) یک حشاشین عربی و رهبر گروه حشاشین‌های مسلمان در دوران جنگ‌های صلیبی سوم بود. المعلم دارای یک شخصیت پشت‌پرده در قامت یک تمپلار نیز بود و اهداف آن‌ها را دنبال می‌کرد. او در نهایت توسط شاگرد خود الطائر کشته شد.

### دوران رنسانس

#### رودریگو بورجیا
رودریگو بورجیا (به انگلیسی: Rodrigo Borgia) (صداگذار: مانوئل تادروس) کاردینال مشهور دوران رنسانس و در آینده، پاپ کلیسای کاتولیک بود. او یک تمپلار و هماورد اصلی در بازی کیش یک آدم‌کش ۲ بود. او در انتهای این بازی از اتزیو شکست خورد اما توسط او کشته نشد. او در بازی کیش یک آدم‌کش: برادری و توسط پسرش، چزاره بورجیا، مسموم و کشته شد.

#### چزاره بورجیا
چزاره بورجیا (به انگلیسی: Cesare Borgia) (صداگذار: آندریاس آپرگیس) هماورد و تمپلار محوری در بازی کیش یک آدم‌کش: برادری بود. او فرزند رودریگو بورجیا و برادر لوکرتزیا بورجیا بود. او به عنوان یک فرمانده نظامی در تلاش برای اتحاد ایتالیا بود. چزاره با فراهم آوردن ارتشی قدرتمند، دوک‌نشین‌های ایتالیا را مجبور به اتحاد زیر یک پرچم نمود. او در تلاش برای ایجاد یک امپراتوری شامل ایتالیا، اسپانیا و فرانسه به منظور ورود انسان به دنیایی جدید بود. اما سرانجام اتزیو او را شکست داد.

##### مانوئل پالایالوگوس
مانوئل پالایالوگوس (به انگلیسی: Manuel Palaiοlogos) (صداگذار: ولاستا ورانا) یک تمپلار و یکی از هماوردان اصلی بازی کیش یک آدم‌کش: افشاگری‌ها است. او وارث امپراتوری فروپاشیدهٔ بیزانس است و در تلاشی مخفیانه سعی در بازپس‌گیری قسطنطنیه از ترکان مسلمان با همکاری شهزاده احمد می‌کند. او در نهایت توسط اتزیو کشته می‌شود.

#### شهزاده احمد
شهزاده احمد (به انگلیسی: Şehzade Ahmet) (صداگذار: تامیر حسن) یک تمپلار و یکی از هماوردان اصلی در کیش یک آدم‌کش: افشاگری‌ها بود. شهزاده احمد فرزند سلطان بایزید دوم و برادر سلطان سلیم و مدعی تاج و تخت امپراتوری عثمانی بود. او در جریان تلاش‌های خود برای بازپس‌گیری تاج و تخت از برادرش سعی در ایجاد یک کودتای خانوادگی بود. شهزاده احمد در متقاعد کردن اتزیو برای به دست آوردن سیب عدن ناکام ماند. به خاطر همین صوفیا سارتور را گروگان گرفت ولی اتزیو صوفیا را نجات داد. شهزاده احمد پس از محاصره توسط اتزیو به دست سلطان سلیم خفه شد و جسدش را به پایین کوه انداختند.

### دوران استعمار

#### هیثم کنوی
هیثم کنوی (به انگلیسی: Haytham Kenway) (صداگذار: آدریان هاف) (۱۷۲۵–۱۷۸۱) یکی از هماوردان اصلی در بازی کیش یک آدم‌کش ۳ و پدر شخصیت اصلی این بازی، کانر کنوی، است. او فرزند ادوارد کنوی، شخصیت اصلی بازی کیش یک آدم‌کش ۴: پرچم سیاه، است. هیثم با وجود آن که از خط خون الطایر و اتزیو آئودیتوره بود، اما با این‌ حال عضو و در آینده رئیس بزرگ شوالیه‌های معبد(معبدیون یا تمپلارها) شد. او از لندن اقیانوس‌ها را پشت سر گذاشت و به بوستون رسید. او چندین اقدام کرد و حکومت تمپلاری خود را درست کرد. در یکی از این اقدامات، او با زن سرخپوستی وارد رابطه می‌شود و پسری به نام کانر را به دنیا می‌آورند. کانر هنگام بازی با دوستانش به دست رفقای هیثم (چارلی، بنجامین چرچ و...) می‌افتد و سپس آن‌ها قلمرو سرخپوستی‌شان را آتش می‌زنند و مادرش در این حادثه می‌میرد. چندین سال می‌گذرد، کانر بزرگ می‌شود و به دست استادش داونپورت تعلیم می‌بیند و دشمنانش را می‌یابد (هیثم و رفیقانش) و در هر قسمتی آنان را به بهای قتل مادرش می‌کشد و در قسمتی با پدرش، هیثم کنوی، رو به رو می‌شود و تا چندین مرحله به یکدیگر کمک می‌کنند تا بنجامین چرچ رو پیدا کنند. از طرفی کانر با جورج واشینگتن رابطه خوبی دارد و به ارتش آمریکا در مقابله با تمپلار کمک می‌کند. در یکی از این مرحله‌ها کانر با پدرش گلاویز می‌شود و با سختی او را که جلودارش است، با خنجر پنهان زیر دستش به قتل می‌رساند.

## شخصیت‌های دیگر

### دوران مدرن

#### لوسی استیل‌من
لوسی استیل‌من (به انگلیسی: Lucy Stillman) (صداگذار: کریستن بل) شخصیتی محوری و مرموز در دنیای مدرن بود. لوسی در ابتدا به عنوان عضوی از شرکت آبسترگو و شوالیه‌های معبد فعالیت می‌کرد. اما در ادامه از ماهیت اصلی خود پرده برداشت و خود را یکی از حشاشین معرفی کرد. لوسی در فرار نمونه ۱۶ (کلای کژمارک) و دسموند از شرکت آبسترگو نقش اصلی را ایفا کرد. او با آن‌ که به گروه حشاشین‌ها علاقه‌مند بود، اما در اصل یک تمپلار بود و در انتهای بازی کیش یک آدم‌کش: برادری، توسط دسموند کشته شد.

### دوران جنگ‌های صلیبی سوم

#### ماریا تروپ
ماریا تروپ (به انگلیسی: Maria Thorpe) (صداگذار: النور نابل) یک نجیب‌زاده زن انگلیسی و عضوی از گروه شوالیه‌های معبد بود که در نهایت با الطائر، بر ضد شوالیه‌های معبد هم‌پیمان و سپس همسر او می‌شود. ماریا در جریان شورش عباس صوفیان کشته می‌شود.

### دوران رنسانس

#### لورنزو دِ مدیچی
لورنزو دِ مدیچی ( به انگلیسی: Lorenzo de' Medici ) رهبر خاندان مدیچی و یکی از دوستان ادزیو بود. خاندان مدیچی از خاندان‌های با نفوذ دوران رنسانس بودند. همچنین اولین بانک جهان و در نتیجه ربا را این خاندان تشکیل و رواج دادند.

#### لئوناردو دا وینچی
لئوناردو دا وینچی (به انگلیسی: Leonardo da Vinci) یکی از شخصیت‌های مکمل در دوران رنسانس برای اتزیو آئودیتوره است. لئوناردو با اختراعات و راهنمایی‌های خود، نقش مهمی در موفقیت‌های اتزیو ایفا می‌کند.

#### صوفیا سارتور
صوفیا سارتور (به انگلیسی: Sofia Sartor) (صداگذار: آنا توری) یک زن ونیزی بوده‌است که در جریان جنگ میان دو دولت عثمانی و ونیز، به استانبول رفت و در آن‌جا کتاب‌فروشی را در مجموعهٔ تجاری پولو ایجاد می‌کند. او یکی از مهم‌ترین یاری‌رسانان اتزیو در قسطنطنیه و معشوقهٔ او خواهد بود.

### دوران استعمار

#### ریش سیاه
ریش‌سیاه (به انگلیسی: Black Beard) یکی از دوستان صمیمی ادوارد کنوی و دزد دریایی بود. او همیشه سعی در اثبات ترسناکی و جدی بودن خود دارد. وی سرانجام توسط حمله‌ای از سربازان نیروی بریتانیا به قتل رسید. شخصیت وی از واقعیت اقتباس شده است.

#### جک رکهم
جک رکهم (به انگلیسی: Rakham) یکی از دوستان ادوارد کنوی بود که سرانجام به او خیانت کرد. او یک دائم‌الخمر است. شخصیت وی از واقعیت اقتباس شده است.

#### بنجامین هورنیگلد
او در آغاز دوست ادوارد کنوی بود. بعدها به کنوی خیانت کرد و به تمپلارها پیوست.

#### چارلز وین
چارلز وین (به انگلیسی: Charls Vane) از دوستان ادوارد کنوی بود. بعدها از سر غم کشتی‌اش و خیانت راکهام دیوانه شد و سعی به قتل ادوارد کرد.

#### کارولاین اسکات
کارولاین اسکات (به انگلیسی: Carolin Scott) همسر ادوارد کنوی بود که ادوارد برای خوشبخت کردن خودش و او تبدیل به مزدور دریایی شد. در نهایت ادوارد پس از اینکه از سفر ده ساله خود به بریستول برمیگردد، متوجه می‌شود پدر همسرش، یعنی امیت اسکات، دلیل مرگ کارولاین بوده است و او را می‌کشد.

## مرتبط

### شرکت آبسترگو
شرکت آبسترگو (به انگلیسی: Abstergo Industries) یک شرکت خیالی در سری بازی‌های کیش یک آدم‌کش است. این شرکت توسط نوادگان و معتمدان تمپلارها در سال ۱۹۳۷ تأسیس شد و درحقیقت نماد و چهره تمپلارها در دوره کنونی است. این شرکت محصولات زیادی را در دنیای این بازی تولید می‌کند و به نوعی قدرتمندترین و ثروتمندترین شرکت در جهان این بازی معرفی می‌شود. یکی از مهم‌ترین اختراعات این شرکت دستگاه آنیموس است. این شرکت در نسخه نخست این سری معرفی شد و نقش مهم‌ترین هماورد را برای شخصیت‌های اصلی این سری برعهده دارد.

### آنیموس
پروژه آنیموس (به انگلیسی: Animus Project) به پروژه‌ای تحقیقی در شرکت خیالی آبسترگو گفته می‌شود که هدف دانشمندان، ساخت دستگاهی است که به فرد استفاده‌کننده از آن این قابلیت را بدهد تا با استفاده از حافظه ژنتیکی خود، به مشاهده سرگذشت اجداد خود بپردازد. حاصل این تحقیقات، ساخت این دستگاه بود و در طول این بازی، شخصیت‌های اصلی همواره با کمک آن، به مشاهده سرگذشت اجداد خود در دوره‌های زمانی مختلف می‌پرداختند و اساس داستان این بازی را شکل می‌دادند.